# Cueva Negra de Montanejos
La Cueva Negra se localiza a menos de un kilómetro (800 metros aproximadamente) del municipio de Montanejos, en la comarca del Alto Mijares, en la carretera de Montanejos a Puebla de Arenoso, en el sendero de La Bojera, unos 700 metros después de tomar una desviación ascendente que termina en la cueva.
La cueva está catalogada como Bien de Relevancia Local, con la tipología de “Yacimiento Arqueológico” y la categoría de “Espacio de Protección Arqueológica”, dentro del Plan General de Ordenación Urbana de Montanejos, con informe favorable desde el 10 de abril de 2007, y publicación en el BOP, el 6 de marzo de 2012.

## Descripción
Puede considerarse una cueva de dimensiones considerables, que posee una boca de acceso también de grandes dimensiones (26x10 metros). En su interior, en aproximadamente 2300 metros cuadrados, se extiende la que puede calificarse como una de las salas de cueva más grandes de las existentes en la Comunidad Valenciana, con un volumen de aproximadamente 40000 metros cúbicos.
La cueva se encuentra a unos 637 metros de altitud, y el recorrido total es de 150 metros, de los cuales 100 son en planta, con un descenso de unos 30 metros de profundidad. Pese a que tradicionalmente se ha considerado que la cueva tiene una salida al barranco de la Maimona, en concreto en la zona que se conoce como la “Ventana del Caballo”, las expediciones espeleólogas realizadas hasta el momento, no han conseguido encontrar el paso a este barranco.
La cueva posee gran interés geológico por las formaciones que presenta, en la que grandes bloques se disponen de manera que dan lugar a lo que puede calificarse como “pseudo galerías”.
Lo que sí ha podido demostrarse por los restos hallados en la cueva, es que se trata de un lugar que ha sido utilizado, aunque posiblemente de forma esporádica, como refugio por parte de pobladores prehistóricos. Las excavaciones más importantes (por la documentación que aportaron) de la cueva se llevaron a cabo en 1934 por parte de Joan Josep Senent, y en ellas se pudo documentar lechos de ceniza de tres antiguas hogueras; trozos de losas de areniscas (que se empleaban para moler); piedras del río (posiblemente utilizadas como percutores); lascas y hojas de sílex, así como abundantes restos de cerámica. Todos estos restos se dataron del periodo neolítico. Una de las razones por las que se supone fue tan solo un lugar de uso esporádico y transitorio es la ausencia de huesos de animales en su interior. De todos modos, los expertos consideran que no se puede sin más datos negar que pudiera haber en la cueva asentamientos en el paleolítico.